# Piper tepicanum
Piper tepicanum är en pepparväxtart som beskrevs av C. Dc.. Piper tepicanum ingår i släktet Piper och familjen pepparväxter. Inga underarter finns listade i Catalogue of Life.